# Châtillon (Olaszország)
Châtillon település Olaszországban, Valle d’Aosta régióban. Lakosainak száma 4358 fő (2023. január 1.). Châtillon Ayas, Champdepraz, Pontey, Saint-Denis, Antey-Saint-André, La Magdeleine, Montjovet, Torgnon és Saint-Vincent községekkel határos.

## Népesség
A település lakossága az elmúlt években az alábbi módon változott:
| Lakosok száma | 4831 | 4753 | 4654 | 4358 |
|               | 2008 | 2017 | 2018 | 2023 |